# Courcelles-sur-Aire
Courcelles-sur-Aire – miejscowość i gmina we Francji, w regionie Grand Est, w departamencie Moza.
Według danych na rok 1990 gminę zamieszkiwały 54 osoby, a gęstość zaludnienia wynosiła 5 osób/km² (wśród 2335 gmin Lotaryngii Courcelles-sur-Aire plasuje się na 991. miejscu pod względem liczby ludności, natomiast pod względem powierzchni na miejscu 550.).